# Халаула (Хаваји)
Халаула (енгл. Halaula) насељено је место за статистичке потребе у америчкој савезној држави Хаваји. По попису становништва из 2010. у њему је живело 469 становника.

## Демографија
Према попису становништва из 2010. у граду је живело 469 становника, што је -26 (-5.3%) становника више него 2000. године.
| Група             | 2000.       | 2010.       |
| Белци             | 69 (13,9%)  | 65 (13,9%)  |
| Афроамериканци    | 0 (0,0%)    | 3 (0,6%)    |
| Азијати           | 165 (33,3%) | 146 (31,1%) |
| Хиспаноамериканци | 110 (22,2%) | 97 (20,7%)  |
| Укупно            | 495         | 469         |